# Хорвати (Кошице-околина)
Хорвати (слч. Chorváty) насељено је мјесто са административним статусом сеоске општине (слч. obec) у округу Кошице-околина, у Кошичком крају, Словачка Република.

## Становништво
| Година:    | 1994. | 2004.    | 2014.   | 2024. |
| ---------- | ----- | -------- | ------- | ----- |
| Број људи: | 113   | 97       | 100     | 99    |
| Разлика:   |       | -14,15 % | +3,09 % | -1 %  |

| Година:    | 2023. | 2024. |
| ---------- | ----- | ----- |
| Број људи: | 99    | 99    |
| Разлика:   |       | +0 %  |

Према подацима о броју становника из 2011. године насеље је имало 97 становника.